# Ereré
Ereré é um município brasileiro do estado do Ceará. O topônimo local vem do tupi e significa canoa-marreca, uma ave da família dos anatídeos comum no nordeste brasileiro. Sua denominação original era Saco de Orelha, depois Ipiranga e desde 1944, Ereré.

## História
As terras entre a serra Camará e serra das Varandas (divisa do Ceará com o Rio Grande do Norte) eram habitadas por diversas etnias tapuias, entres elas os icó, icozinho, janduíe quixelô. Com  expansão da pecuária no século XVII, surge um fazenda de gado e uma ermida dedicada a São João Nepumucema, que seria o marco da localidade que em 1987 tornou-se município.

## Geografia
De acordo com a divisão do Instituto Brasileiro de Geografia e Estatística (IBGE) vigente desde 2017, Ereré pertence à região geográfica intermediária de Quixadá e à região imediata de Russas-Limoeiro do Norte. Até então, com a vigência das divisões em microrregiões e mesorregiões, o município fazia parte da microrregião da Serra do Pereiro, que por sua vez estava incluída na mesorregião do Jaguaribe.
O território municipal ocupa 362,906 km² (0,2437% da superfície estadual), e tem como limites com os municípios de Iracema (a norte), Pereiro a oeste e o estado do Rio Grande do Norte nas demais direções (a sul com Encanto e Doutor Severiano e a leste Rodolfo Fernandes, São Francisco do Oeste e Pau dos Ferros). Ereré é dividido em quatro distritos: Ereré (sede), São João, Tomé Vieira e Varjota (não reconhecido pelo IBGE). A sede municipal está a 320 km de Fortaleza, capital estadual, e a 2 139 km de Brasília, capital federal.
Inserido em grande parte na Depressão Sertaneja, formada por terras mais baixas, Ereré possui algumas elevações, como as serras do Remédio da Caatinga, das Porteiras, das Melancias e das Varandas. Os solos da região são maciços residuais, cobertos pela caatinga arbustiva densa e a floresta caducifólia espinhosa (caatinga arbórea). As principais fontes de água fazem parte da bacia do Baixo Jaguaribe, sendo elas os riachos Figueiredo, São Caetano, do Amparo, São Caetano e Milagres. Existem ainda diversos açudes, mas não de grande porte tais como: Pau Ferrado, Maaspê, Tingui e outros.
O clima é semiárido, com chuvas concentradas no primeiro semestre do ano, sendo o índice pluviométrico em torno de 800 mm/ano. De acordo com dados da Fundação Cearense de Meteorologia e Recursos Hídricos (FUNCEME), desde 1989 o maior acumulado de precipitação em 24 horas registrado na cidade atingiu 138 milímetros (mm) em 4 de abril de 2014. Outros acumulados iguais ou superiores a 100 mm foram: 135 mm em 23 de abril de 2009, 125 mm em 25 de março de 2020, 125 mm em 25 de fevereiro de 2020, 116 mm em 19 de fevereiro de 2012 e 115 mm em 23 de janeiro de 2009. Março de 2008, com 530 mm, foi o mês de maior precipitação.
| Dados climatológicos para Ereré (1989-2010) | Dados climatológicos para Ereré (1989-2010) | Dados climatológicos para Ereré (1989-2010) | Dados climatológicos para Ereré (1989-2010) | Dados climatológicos para Ereré (1989-2010) | Dados climatológicos para Ereré (1989-2010) | Dados climatológicos para Ereré (1989-2010) | Dados climatológicos para Ereré (1989-2010) | Dados climatológicos para Ereré (1989-2010) | Dados climatológicos para Ereré (1989-2010) | Dados climatológicos para Ereré (1989-2010) | Dados climatológicos para Ereré (1989-2010) | Dados climatológicos para Ereré (1989-2010) | Dados climatológicos para Ereré (1989-2010) |
| Mês                                         | Jan                                         | Fev                                         | Mar                                         | Abr                                         | Mai                                         | Jun                                         | Jul                                         | Ago                                         | Set                                         | Out                                         | Nov                                         | Dez                                         | Ano                                         |
| ------------------------------------------- | ------------------------------------------- | ------------------------------------------- | ------------------------------------------- | ------------------------------------------- | ------------------------------------------- | ------------------------------------------- | ------------------------------------------- | ------------------------------------------- | ------------------------------------------- | ------------------------------------------- | ------------------------------------------- | ------------------------------------------- | ------------------------------------------- |
| Precipitação (mm)                           | 112,5                                       | 125,4                                       | 172                                         | 182,3                                       | 122,8                                       | 32,9                                        | 21,2                                        | 7,4                                         | 0,8                                         | 1,3                                         | 9,4                                         | 21,3                                        | 809,3                                       |
| Fonte: FUNCEME                              |                                             |                                             |                                             |                                             |                                             |                                             |                                             |                                             |                                             |                                             |                                             |                                             |                                             |

## Geologia

### Recursos minerais
A sudeste da cidade, há um garimpo desativado de ouro denominado Mina do Cabelo. O minério ocorre na forma de minúsculos grãos subarredondados dispersos em sedimentos coluvionares associado a quartzo e hematita, disseminados nos metaconglomerados e nos quartzitos do Grupo São José.

## Demografia
A população de Ereré no censo demográfico de 2010, de acordo com o Instituto Brasileiro de Geografia e Estatística (IBGE), era de 6 840 habitantes, com uma taxa de crescimento média anual de 0,82% em relação ao censo de 2000, sendo o sétimo município menos populoso do Ceará, na 178ª colocação (de 184 municípios), e o 3 682° do Brasil, apresentando uma densidade populacional de 17,87 hab./km². De acordo com este mesmo censo, 50,56% dos habitantes viviam na zona urbana e 49,44% na zona rural. Ao mesmo tempo, 50,12% dos habitantes eram do sexo masculino e 49,88% do sexo feminino, tendo uma razão de aproximadamente 100,47 homens para cada cem mulheres. Quanto à faixa etária, 65,69% da população tinham entre 15 e 64 anos, 24,87% menos de quinze anos e 9,44% 65 anos ou mais.

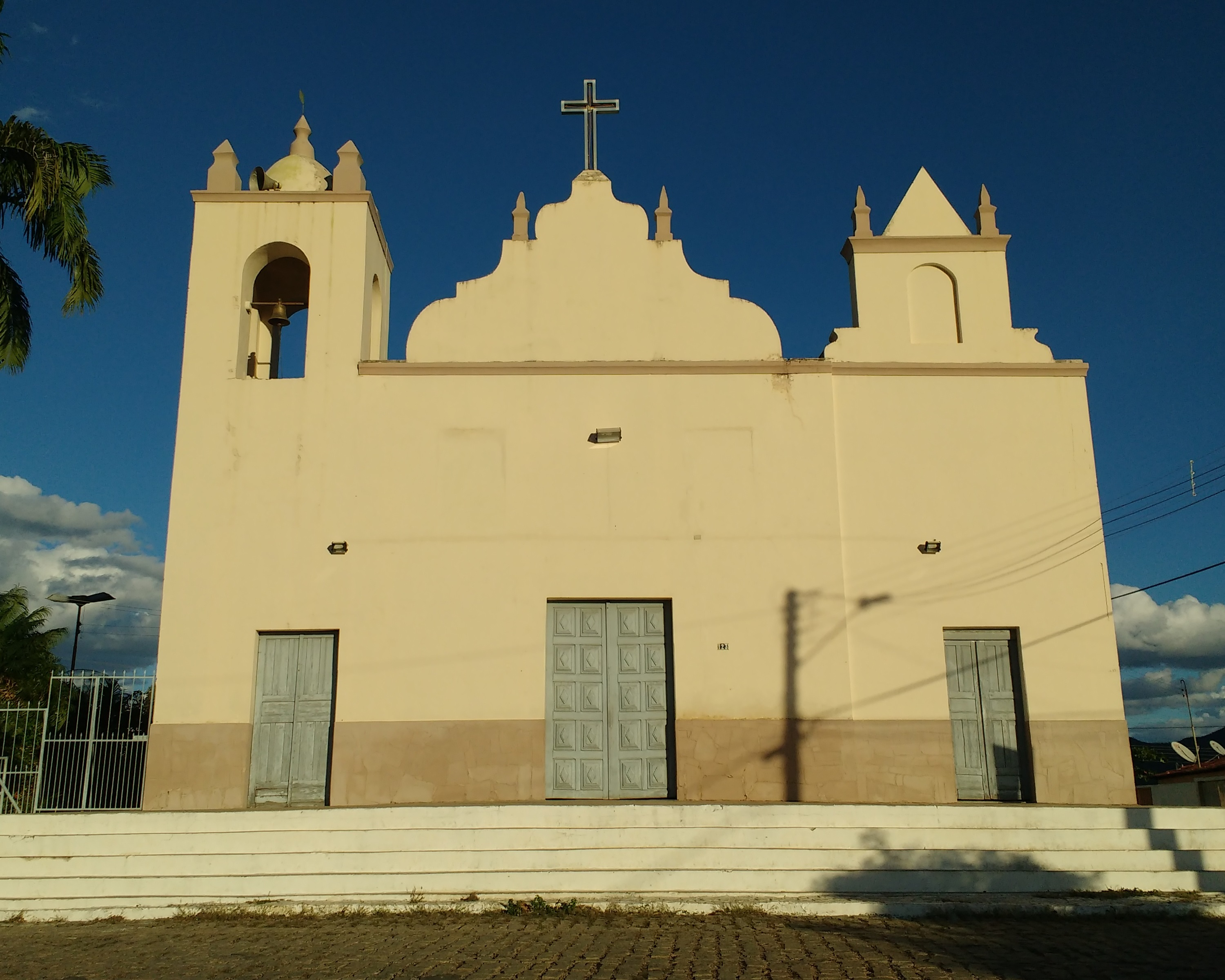
Igreja Matriz do Bom Jesus da Agonia, padroeiro de Ereré

Conforme pesquisa de autodeclaração do mesmo censo, a população era composta por pardos (53,31%), brancos (37,59%), pretos (7,57%) e amarelos (1,53%). Levando-se em consideração a nacionalidade da população, todos os habitantes eram brasileiros natos (75,86% naturais do próprio município). Dentre o total de brasileiros, 97,57% eram naturais do Nordeste, 0,73% do Sudeste, 0,67% do Centro-Oeste, 0,26% do Norte e 0,09% no Sul, além de 0,69% sem especificação. Dentre os naturais de outras unidades da federação, o Rio Grande do Norte tinha o maior percentual de residentes (9,71%), seguido pela Paraíba (0,85%) e por São Paulo (0,58%).
Ainda segundo o mesmo censo, a população de Ereré era formada por católicos apostólicos romanos (94,91%), protestantes (3,95%) e espíritas (0,03%). Outros 0,83% não tinham religião e 0,28% pertenciam a outras religiosidades cristãs. O padroeiro do município é Bom Jesus da Agonia, cuja paróquia está subordinada à Diocese de Limoeiro do Norte. Há ainda credos protestantes ou reformados, sendo eles: Assembleia de Deus, Congregação Cristã, Igreja Adventista do Sétimo Dia e Igreja Universal do Reino de Deus.
O Índice de Desenvolvimento Humano do município é considerado médio, de acordo com o Programa das Nações Unidas para o Desenvolvimento (PNUD). Segundo dados do relatório de 2010, divulgados em 2013, seu valor era 0,610, ocupando a 98ª colocação a nível estadual e a 3 902ª a nível nacional. Considerando-se apenas o índice de longevidade, seu valor é 0,754, o valor do índice de renda é 0,551 e o de educação 0,547. No período de 2000 a 2010, o índice de Gini reduziu de 0,558 para 0,47 e a proporção de pessoas com renda domiciliar per capita de até R$ 140 caiu 33,98%. Em 2010, 59,38% da população viviam acima da linha de pobreza, 21,55% abaixo da linha de indigência e 19,07% entre as linhas de indigência e de pobreza. No mesmo ano, os 20% mais ricos eram responsáveis por 48,8% no rendimento total municipal, valor pouco mais de dezesseis vezes superior ao dos 20% mais pobres, de apenas 2,97%.

## Política e administração
A administração municipal se dá pelos poderes executivo e legislativo, sendo o primeiro representado pelo prefeito, auxiliado pelo seu gabinete de secretários. O primeiro prefeito do município foi Luiz Gonzaga Pessoa (Luiz Moura) e o atual é Glauber Lopes de Holanda. O poder legislativo é constituído pela câmara municipal, formada por nove vereadores. Cabe à casa elaborar e votar leis fundamentais à administração e ao executivo, especialmente o orçamento municipal (conhecido como Lei de Diretrizes Orçamentárias).
Existem também alguns conselhos municipais em atividade: alimentação escolar, direitos da criança e do adolescente, direitos do idoso, FUNDEB, saúde, segurança alimentar e tutelar. O município de Ereré se rege pela sua lei orgânica, promulgada em 2011, e é termo da comarca de Iracema, do poder judiciário estadual. De acordo com o Tribunal Superior Eleitoral (TSE), Ererê pertence à 10ª zona eleitoral do Ceará e possuía, em dezembro de 2018, 5 410 eleitores, ou 0,085% do eleitorado cearense.

## Subdivisões
O município de Ereré, de acordo com a divisão oficial reconhecida pelo IBGE em 2010, é dividido em três distritos: a sede, São João e Tomé Vieira. A zona urbana é dividida em três bairros mais o Centro.
| Centro                              | 803 | 374 | 429 |
| Francisco Nogueira de Queiroz       | 472 | 218 | 254 |
| Ipiranga                            | 832 | 394 | 438 |
| José Pessoa de Queiroz (José Moura) | 678 | 334 | 344 |

## Economia
Em 2016, o Produto Interno Bruto do município de Ereré era de R$ 51 308,54 mil reais, dos quais R$ 26 406,01 mil provenientes dos setores de administração, saúde e educação e seguridade social; R$ 11 123,77 mil do setor terciário; R$ 1 600,64 mil de impostos; R$ 10 594,19 mil do setor primário e R$ 1 583,93 mil do setor secundário. O PIB per capita é de R$ 7 192,11.
A economia local é baseada na agricultura de subsistência: algodão arbóreo e herbáceo, mandioca, milho, feijão, cana-de-açúcar, castanha de caju e frutas diversas. Na pecuária: bovinos, ovinos, caprinos suínos e avícola. Outra forma de recursos econômicos é o extrativismo vegetal para a fabricação de carvão vegetal, extração de madeiras diversas para lenha e construção de cercas, além de  atividades com oiticica e carnaúba. O artesanato de redes e bordados rende algo para as famílias do município. Na área de mineração, existe a extração de  areia e argila (utilizada na fabricação de telhas e tijolos). A atividade pesqueira é artesanal e praticada em açudes. O turismo também é uma das fontes de renda.
Em 2010, considerando-se a população municipal com idade igual ou superior a dezoito anos, 53,6% eram economicamente ativas ocupadas, 38,7% inativas e 7,7% ativas desocupadas. Ainda no mesmo ano, levando-se em conta a população ativa ocupada na mesma faixa etária, 52,27% trabalhavam na agropecuária, 32,92% no setor de serviços, 5,27% no comércio, 2,92% em indústrias de transformação, 2,1% na construção civil e 0,98% na utilidade pública.

## Pontos turísticos
- Serra do Remédio da Caatinga
- Serras das Porteiras
- Serras das Melancias
- Rio Figueiredo
- Riacho São Caetano
- Riacho do Amparo
- Monte São Domingos

## Cultura
O principal evento cultural do município é a festa do padroeiro  Bom Jesus da Agonia, de 27 de dezembro a 06 de janeiro).
A festa de Emancipação politica no período de 30 de maio a 04 de junho.

## Ereeenses Ilustres
- José Freire Falcão, cardeal brasileiro e segundo arcebispo de Brasília.